# 斯拉夫紕繪蛋文化

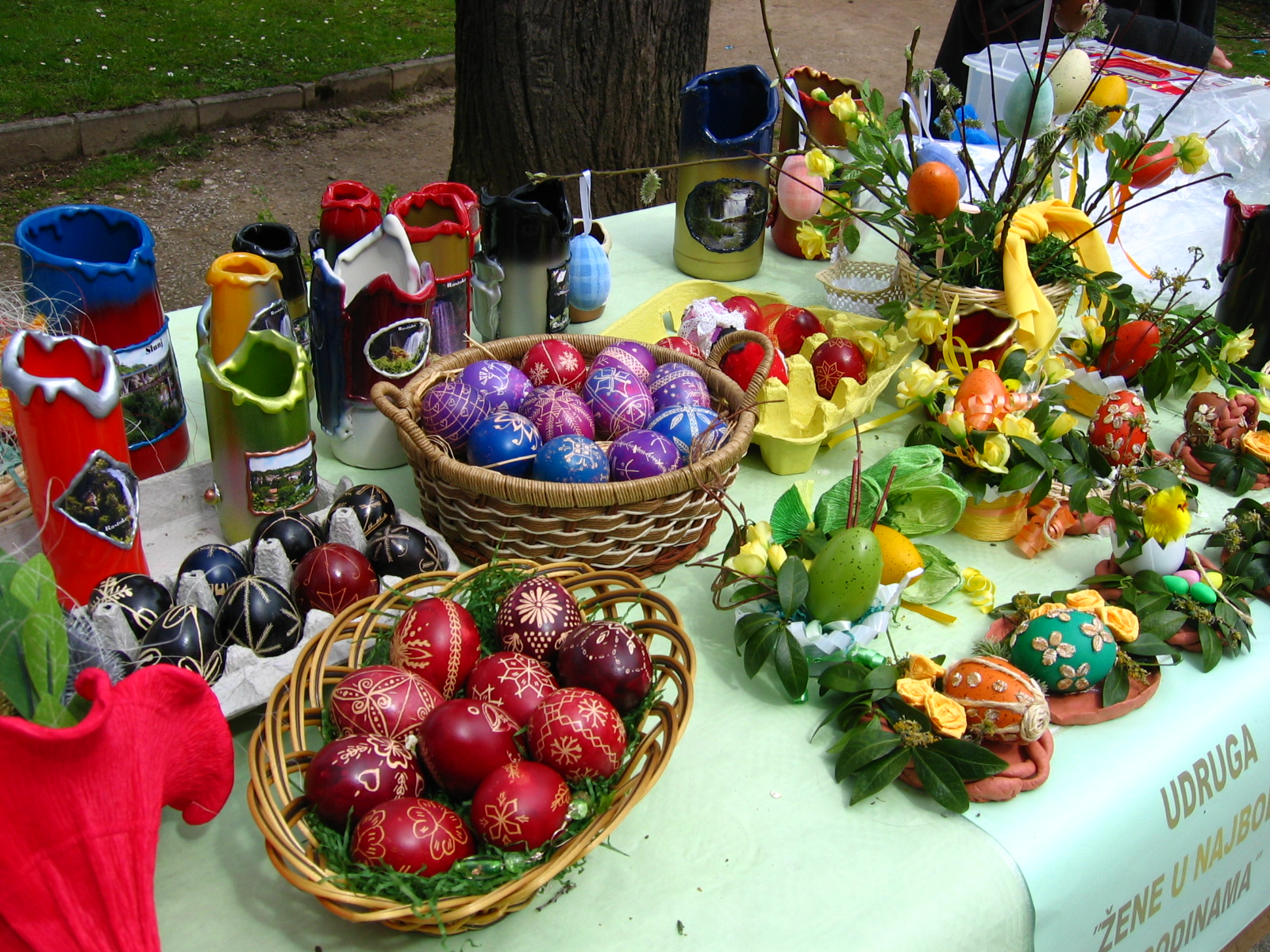
克羅埃西亞紕繪蛋

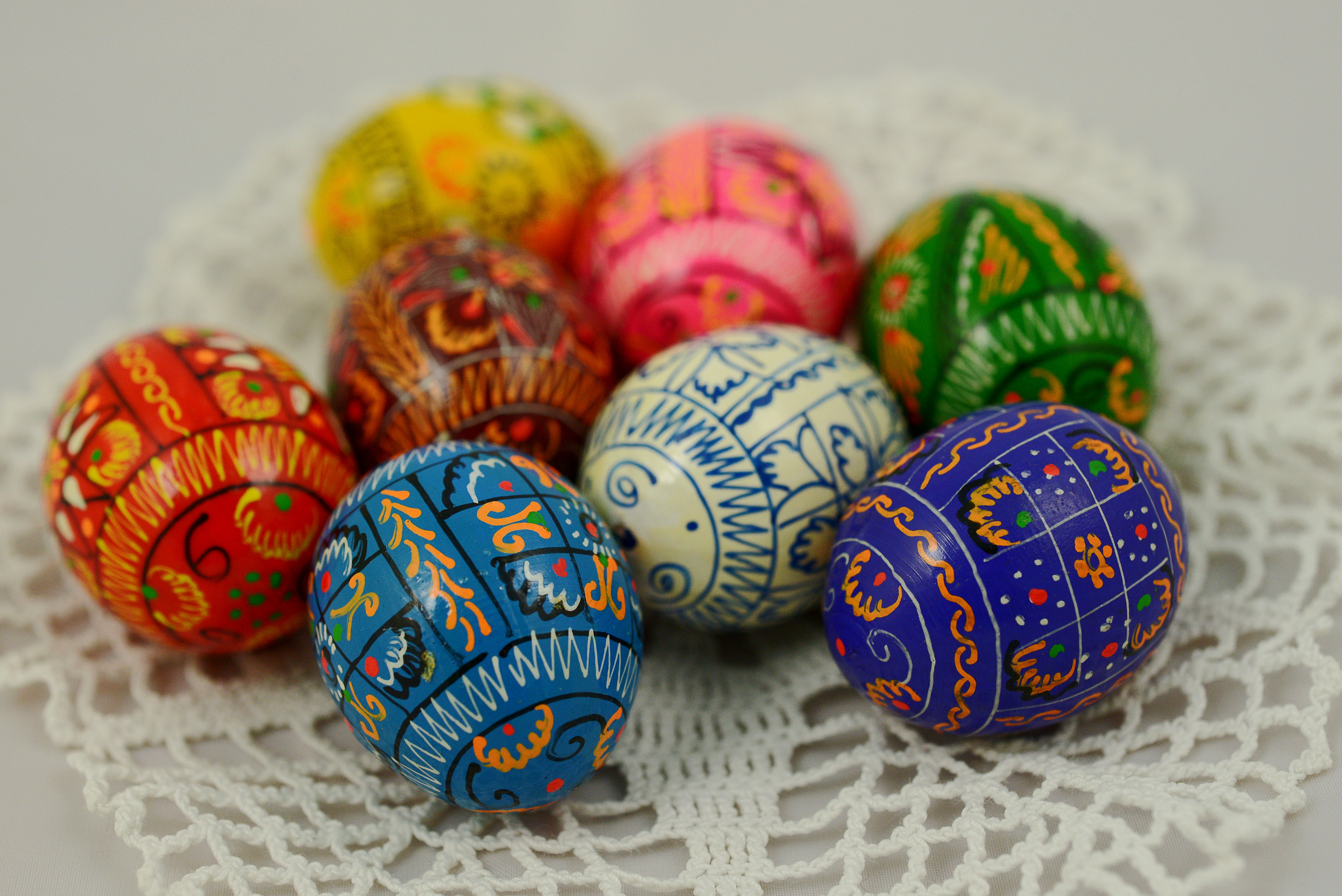
波蘭木製紕繪蛋

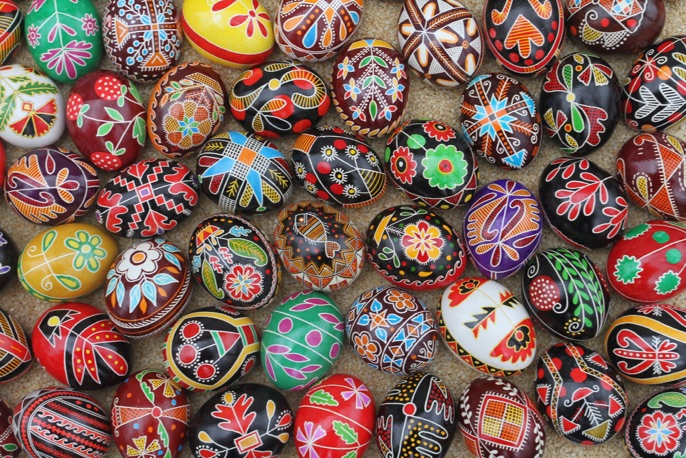
寫有各式民俗圖案的烏克蘭紕繪蛋

斯拉夫文化中的紕繪蛋文化起源於異教徒時代，並通過宗教融合的過程轉變為基督教復活節彩蛋。隨著時間的推移，添加了許多新技術。
某些紕繪蛋的型式保留了其異教的象徵意義，而其他型式則添加了基督教的象徵和圖案。儘管各個國家的裝飾蛋有許多共同點，但各國的傳統，顏色偏好，所用圖案和首選技術各不相同。
中、東歐地區除了斯拉夫民族外，匈牙利、立陶宛、羅馬尼亞也有紕繪蛋的文化，紕繪蛋並非斯拉夫專有。

## 詞源
塗蠟紕繪蛋的多種名稱都源自古斯拉夫語 пьсати，意為書寫。在斯拉夫傳統中，雞蛋（類似聖像一般）是寫出來的，而不是畫出來的。